# Сурбхи Джоти
Сурбхи Джоти (англ. Surbhi Jyoti; род. 29 мая 1988 года, Джаландхар, Индия) — индийская актриса, снимающаяся в фильмах и сериалах на панджаби и хинди.

## Биография
Перед тем как начать сниматься в сериалах и телевизионных шоу, Джоти играла в театральном кружке в своём родном колледже. Карьеру начала с театральными постановками и ильмами на языке панджаби. По-настоящему огромную славу ей принесла роль Зои в сериале «Согласие». В отличие от своей героини мусульманки, актриса исповедует индуизм. Сюжет сериала перенёс несколько временных скачков в результате чего после Зои, актриса сыграла двух её дочерей-близнецов Санам и Сехер и похожую на них девушку Махиру, в которую вселился дух погибшей Санам. В настоящее время снимается в роли предпринимательницы Малики Чаудхари в сериале Ishqbaaz, также 14 февраля вышел веб-сериал Tanhayian, где она вступила в паре с актёром Баруном Собти.
В 27 октября 2024 год, Джоти вышла замуж за актёра и продюсера — Сумит Сури.

## Фильмография
| Год       |   | Русское название | Оригинальное название             | Роль                                                                              |
| --------- | - | ---------------- | --------------------------------- | --------------------------------------------------------------------------------- |
| 2010      | с |                  | Akiyaan To Door Jayen Na (пандж.) | Сона                                                                              |
| 2010      | ф |                  | Ik Kudi Punjab Di (пандж.)        | Гурмит Каур                                                                       |
| 2011—2012 | с |                  | Kach Diyan Wanga (пандж.)         | Прит Сегхал                                                                       |
| 2012      | ф |                  | Raula Pai Gaya (пандж.)           | Рит                                                                               |
| 2012—2016 | с | Согласие         | Qubool Hai (хинди)                | Зои Фарукхи / Санам Раза Ибрагим / Сехер Ахмед Кхан / Джаннат / Махира Арман Кхан |
| 2012      | ф |                  | Munde Patiala De                  | Приянка                                                                           |
| 2014—2015 | с |                  | Pyaar Tune Kya Kiya (хинди)       | камео                                                                             |

## Награды
- 2015 — Zee Gold Awards в категории «Лучшая пара на экране» с Каранвиром Бохрой[2]
- 2013 — Zee Gold Awards в категории «Лучший женский дебют»[3]
- 2013 — Zee Gold Awards в категории «Лучшая пара на экране» с Караном Сингх Гровером[3]
- 2013 — Indian Television Academy Award в категории «Актриса года по версии GR8!»[4]